# Torre Palane
Torre Palane (o Torre Plane) è un'opera di fortificazione e di difesa della costa adriatica salentina situata a Marina Serra, località nel territorio del comune di Tricase in provincia di Lecce. Ricade nel Parco naturale regionale Costa Otranto - Santa Maria di Leuca e Bosco di Tricase.

## Notizie
Torre Palane fa parte del sistema di torri costiere della penisola salentina, edificate nel XVI secolo come posto di guardia e difesa della costa dalle incursioni turche. La torre, costruita con blocchi di arenaria estratti in loco, si eleva per 15 m in altezza ed è posta a 15 m s.l.m. Possiede una base troncopiramidale leggermente scarpata e, sopra il cordolo, prosegue con un corpo centrale parallelepipedo coronato da beccatelli. Sul lato monte vi è una sopraelevazione dotata di caditoia per la difesa della porta di accesso al primo piano, trasformata in finestra dopo l'apertura di una porta alla base. Comunicava visivamente a nord con Torre del Porto di Tricase e a sud con Torre Nasparo.

## Galleria d'immagini

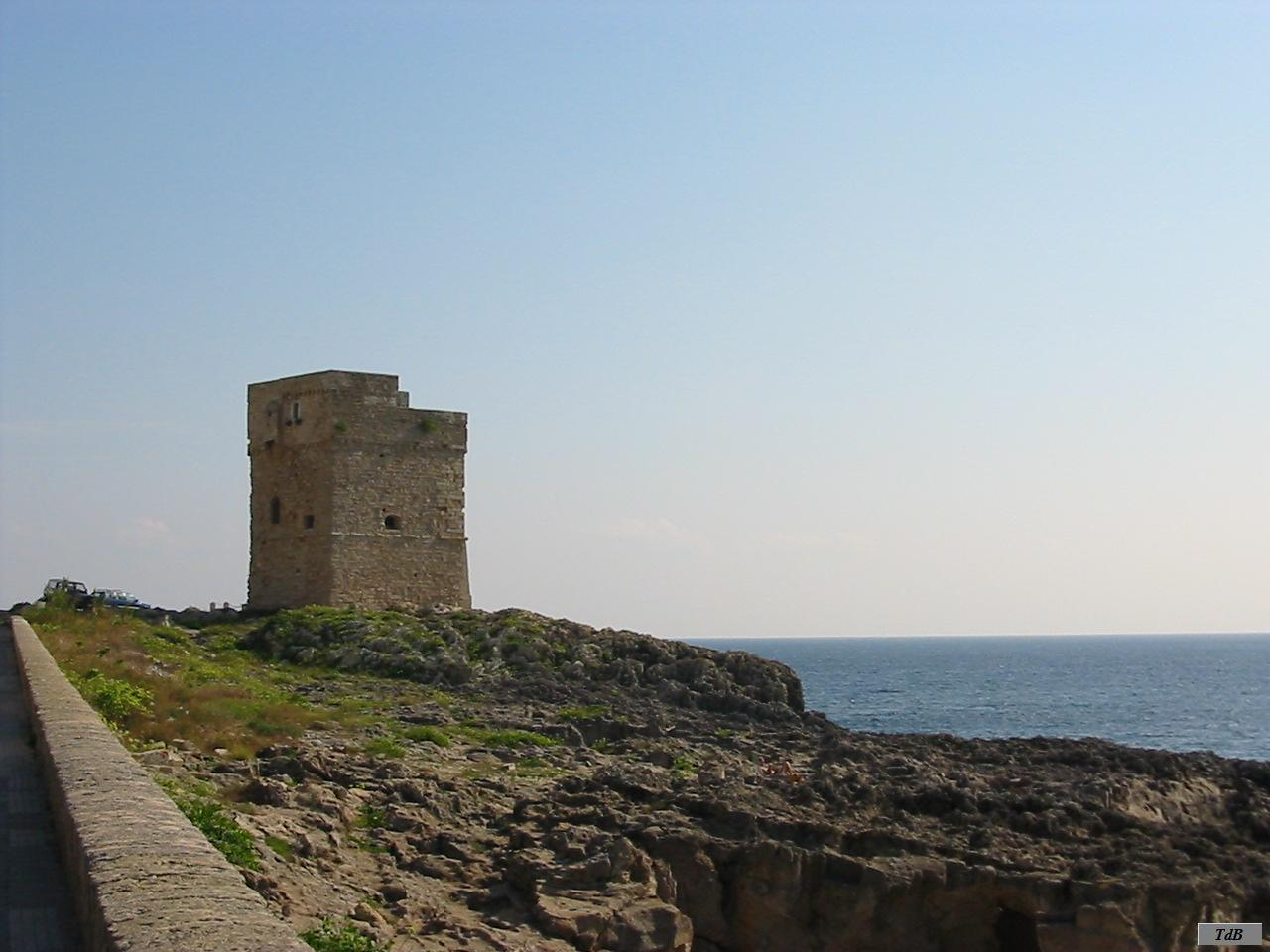
Torre Palane di Marina Serra
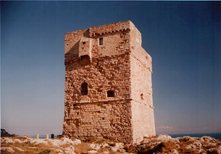
la torre